# 이팔성
이팔성(1944년 2월 2일 ~ )은 대한민국의 금융인이다. 우리금융지주 회장을 지냈다. 이명박에게 뇌물을 준 혐의로 조사를 받았다.

## 생애
1967년 한일은행에 입사한 이후 금융계에서 경력을 쌓았다. 2008년 6월, 제4대 우리금융지주 회장으로 취임하였으며, 2011년 우리금융 출범 이후 처음으로 연임하기도 하였으나 임기 만료를 11개월 앞둔 2013년 4월 사퇴하였다.
2017년 1월 김앤장 법률사무소의 상임고문으로 영입되었으며, 3월에는 한국항공우주 사외이사로 선임되었다.

## 출신학교
- 고려대학교